# Kristaps Dārgais
Kristaps Dārgais (Ogre, 9 de agosto de 1990) es un baloncestista letón que actualmente juega en las posiciones de alero y ala-pívot para el BK Ogre de la Latvian-Estonian Basketball League. Además de jugar baloncesto 5x5 profesionalmente, ha participado en competiciones de baloncesto 3x3, destacándose especialmente en los concursos de mates.

## Trayectoria
Surgido de la cantera del BK Ogre, debutó con el equipo superior de la institución en la segunda categoría del baloncesto profesional letón en 2009. En paralelo jugó también para el equipo de baloncesto de la Universidad Técnica de Riga en torneos estudiantiles nacionales.
En febrero de 2011 cobró notoriedad en su país al ganar el Concurso de Mates del Juego de las Estrellas de la LBL. Poco después sería fichado por el club Latvijas Universitāte, el cual le daría la oportunidad de actuar en la máxima categoría del baloncesto profesional de Letonia.
Posteriormente pasó por las filas del BK Valmiera y el BK Barons Kvartāls, antes de regresar en 2017 al BK Ogre.
Fue reconocido como el MVP de la temporada 2021-22 de la LEBL.

### Baloncesto 3x3
Entre 2012 y 2015 compitió en el circuito de baloncesto 3x3 de Europa del Este como parte del exitoso equipo 
Ghetto Family.
Destacado donqueador, ha participado en eventos de esa disciplina representando a Letonia en el Tour Mundial de Baloncesto 3x3 y en la Copa Mundial de Baloncesto 3x3. 